# Rue du Duc-Antoine
La rue du Duc-Antoine est une voie de la commune de Nancy, située au sein du département de Meurthe-et-Moselle, en région Lorraine.

## Situation et accès
Cette courte voie d'une direction générale est-ouest, est sise au sein de la Vieille ville, et appartient administrativement au quartier Ville Vieille - Léopold. Elle relie la Grande-Rue à l'angle sud-est de la Basilique Saint-Epvre de Nancy, à l’intersection des rues Pierre-Gringoire et du Maure-qui-Trompe.

## Origine du nom
Elle porte le nom de « rue du Duc-Antoine » pour rappeler le souvenir d'un des plus grands souverains de la Lorraine indépendante, Antoine de Lorraine (1489-1544) fils de René II de Lorraine et de Philippe de Gueldre.

## Historique
Initialement dénommée « rue Saint-Antoine » à cause de l'hôpital Saint-Antoine elle prend sa dénomination actuelle en 1867.

## Bâtiments remarquables et lieux de mémoire
- no 1 : Immeuble objet d’une inscription au titre des monuments historiques par arrêté du 12 mai 1944 pour sa porte monumentale[2].